# Джим Бийм
„Джим Бийм“ (Jim Beam) е американска търговска марка бърбън-уиски. Седалището на фирмата производител е в Клермънт, Кентъки.
През 1788 г. фермер на име Якоб Бийм се заселил сред зелените хълмове на местност, която по-късно била наречена Кентъки. Местността била идеална за производство на качествен алкохол. Водата, която се спускала от скалистите хълмове, била чиста и мека, а полетата край тях давали богата реколта от царевица, ръж и ечемик. Белият дъб – дървото, от което се изработвали бъчви за отлежаване на уиски, за да се превърне в бърбън – също се намирал в изобилие.
Историята на Jim Beam – най-продаваният бърбън в света, започва през 1795 година, когато Джейкъб Бийм продава първото количество бърбън, произведен от него. Четири поколения по-късно, през 1935 година, правнукът на Джейкъб Бийм, легендарният Джеймс Б. Бийм създава компанията The James B. Beam Distilling Co., в Клермонт, щата Кентъки. Днес шесто поколение на фамилията Бийм притежава и контролира марката и уникалния начин на нейното производство.
Великолепният вкус на Джим Бийм се дължи на факта, че и днес той се произвежда от същите висококачествени естествени съставки, със същите усърдни грижи и прецизно отлежаване, използвани от фамилията Бийм още от края на 18 век.
Веднъж попитали Буукър Ноу – внук на Джим Бийм и главен специалист по дестилация, защо все още използва вековната семейна рецепта и традиционното продължително отлежаване вместо съвременните бързи технологии за производство на алкохол. Той отговорил: „Защото така се прави истинският и хубавият бърбън.“